# Chester Aaron
Chester Aaron, né le 9 mai 1923 à Butler, ville minière de Pennsylvanie et mort le 30 août 2019, est un écrivain américain, auteur de littérature d'enfance et de jeunesse.

## Biographie
Il est issu de la seule famille juive de son village. Dans sa jeunesse, Chester Aaron est amateur de football américain et de boxe. Vers 1942, il obtient son diplômé de l'Université d'État de San Francisco. Il s'engage dans l'armée en 1943.  Démobilisé à la fin de la Seconde Guerre mondiale, il occupe divers métiers, dont métallurgiste, technicien en radiologie et professeur au collégial, avant de se consacrer à l'écriture.
Son premier roman est pour adultes, les neuf livres suivants sont des ouvrages de littérature d'enfance et de jeunesse. Il vit en Californie du Nord.

## Œuvre

### Romans
- The Great Garlic Book (1997)
- Black and Blue Jew: a Novel (2002)
- Garlic Kisses (2001)
- Whispers (2004)
- Symptoms of Terminal Passion (2006)
- Murder by Metaphor (2009)
- 25 Loves (2009)
- About Them (2011)

### Romans autobiographiques
- About Us (1967)
- Garlic Is Life: A Memoir with Recipes (1996)

### Littérature d'enfance et de jeunesse
- Better than Laughter (1972)
- An American Ghost (1973), illustrations de David Lemon Publié en français sous le titre À la dérive sur le Mississippi, Paris, Flammarion, Castor Poche no 336, 1991
- Hello to Bodega (1976)
- Spill, Atheneum (1978)
- Catch Calico! (1979)
- Gideon (1982)
- Duchess (1982)
- Out of Sight, Out of Mind (1985)
- Lackawanna (1986) Publié en français sous le titre La Ballade des Lackawana, Paris, Flammarion, Castor Poche no 290, 1990
- Alex, Who Won His War, Walker (1991) Publié en français sous le titre Le Courage d'Alex, Paris, Flammarion, Castor Poche no 531, 1995
- Willa's Poppy (2005)
- Home to the Sea (2008)

### Théâtre
- The Cowbank (1955)